# گورستان چشمه پهن
قبرستان چشمه پهن در شهرستان چرداول، بخش شیروان، روستای چشمه پهن واقع شده است. این قبرستان، بر روی یک تپه ماهور سنگلاخی که در شمال روستا و کوهپایه‌های جنوبی کوه لنه می‌باشد، قرار دارد و جهت دسترسی به این تپه ماهور سنگلاخی می‌توان از جاده آسفالته ایلام به لومار استفاده کرد که در ۵۰۰ متری جنوب اثر واقع شده است.
این اثر در تاریخ ۱۴ مرداد ۱۳۸۲ با شمارهٔ ثبت ۹۵۰۳ به‌عنوان یکی از آثار ملی ایران به ثبت رسیده است.